# Alianza Popular Revolucionaria Americana
Alianza Popular Revolucionaria Americana (APRA) er et peruviansk venstrefløjs- socialdemokratisk parti.
- Wikimedia Commons har flere filer relateret til Alianza Popular Revolucionaria Americana

| Politisk parti | Spire Denne artikel om et politisk parti eller gruppe er en spire som bør udbygges. Du er velkommen til at hjælpe Wikipedia ved at udvide den. |